# 潘希曾
潘希曾（1476年—1532年），字仲魯，號竹澗，浙江金華府金華縣人，民籍，明朝政治人物。

## 生平
弘治十四年（1501年）辛酉科浙江鄉試第十八名。弘治十五年（1502年）聯捷壬戌科第三甲第九十二名進士。改翰林院庶吉士，丁忧，服阕，十八年七月授兵科給事中，因發生災異，上疏言八事，斥責近侍。正德二年九月升吏科右，出覈湖廣、貴州軍事儲備，不賄賂劉瑾。正德三年七月劉瑾矯詔將其廷杖三十，除名为民。劉瑾被誅，起為刑科右給事中。正德七年二月初六日，出使安南國，封黎晭為安南國王，期間拒絕了黎晭贈送的豐厚禮物。同年八月升礼科左，九年正月升工科都给事中，十一年正月升南京太仆寺少卿。
世宗即位，十六年七月升南京太仆寺卿，嘉靖二年（1523年）升南京太常寺卿，十月改任北太常寺卿、提督四夷馆。大禮議時據理力爭。四年六月以都察院右副都御史、提督南赣汀漳等处军务，剿滅惠州反賊。六年九月升遷工部右侍郎，七年七月兼都察院左佥都御史、总理河道，代盛應期治理黃河，修築長堤一百四十餘里，九年五月正二品俸级。十年二月改任兵部右侍郎，八月轉左侍郎。十一年五月卒，年五十七，贈兵部尚書。。

## 著作
有《竹澗集》及《奏議》傳世。

## 家族
曾祖父潘文華，贈監察御史；祖父潘洪，按察司僉事，加贈奉政大夫脩正庶尹；父潘璋，按察司提學副使。母姜氏（封安人）。慈侍下。